# 生命樹 (卡巴拉)

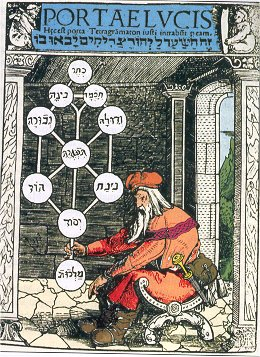
記載於卡巴拉的生命之樹

生命之樹（羅馬化：ʿēṣ ḥayyim），是一种在犹太教使用的神秘符号，屬於猶太教哲學傳統卡巴拉的其中一部份思想。生命之树用来描述通往上帝（在卡巴拉教派文献中，通常被称为YHWH，或“四字神名”）的路径，以及上帝从无中创造世界的方式。卡巴拉学者使用生命之树作为创世的示意图，从而将创世这个概念发展成为一个完全的现实模型。人们相信卡巴拉生命之树相当于《希伯來聖經·创世记》中提及的生命之树。根據《創世記》第2章第8-9节的記載，生命之樹位於伊甸園中央：
|  | 上主 神在東方的伊甸，栽了一個園子，把他所造的人放在那裡。上主 神使各樣的樹從地上長起來，能悅人的眼目，也好作食物。園子中間又有生命樹，和知善惡樹。 |

这种神秘概念后来被一些基督教密宗徒和赫尔墨斯教徒接受。在基督卡巴拉学者中，质点被称为尊严（Dignities），他们使用自己的拉丁文名称称呼质点，而非质点最初的希伯来文名称。基督卡巴拉也强调基督作为宇宙的维系者和保护者，犹太人卡巴拉中的Malkuth（中文：王国）是空缺的，因为这被认为是不同的存在规则。在基督卡巴拉知识系统中，拉蒙·柳利以他相关主题的著作而广为所知。
生命之樹由10個質點（Sephira，複數Sephiroth）和22條路徑組成。

## 10個質點（10 Sephiroth）
生命之樹的十個質點分別是：
- Ⅰ Kether（英语：Kether），王冠，Crown
- Ⅱ Chochmah（英语：Chochmah），智慧，Wisdom

生命之樹 (彩色版)

- Ⅲ Binah（英语：Binah），理解，Understanding
- Ⅳ Chesed（英语：Chesed），慈悲，Mercy
- Ⅴ Geburah（英语：Geburah），嚴厲或力量，Severity / Fortitude
- Ⅵ Tiphareth（英语：Tiphareth），美麗或平衡，Beauty / Balance
- Ⅶ Netzach（英语：Netzach），勝利，Victory
- Ⅷ Hod（英语：Hod），宏偉，Splendour
- Ⅸ Yesod（英语：Yesod），基础，the Foundation
- Ⅹ Malkuth，王國，the Kingdom

在16世纪的鲁利安体系的卡巴拉（英語：Lurianic Kabbalah）中，出现了质点Da'at。Da'at所在之处，生命之树的十个质点合为一体，所以通常不会被描绘。然而有时Da'at也会被视为质点并取代Keter，沿生命之樹中軸線出現，位於Kether的正下方、Tiphareth的正上方，这时它被视为非意识的Keter的意识表现。 
- Da'at，知识，Knowledge

## 22個路徑
負責支撐與聯繫10位質點的二十二條路線，路徑的編號與意義跟大阿爾克那有關聯。

## 含义阐释
卡巴拉学者相信生命之树是宇宙形成过程的图形表示。在生命之树中，宇宙起源被置于第一个质点Kether（中文：王冠）上方的空间中。宇宙起源通常并不描绘在生命之树的图示中，而是描繪在三層能量環，第一層稱為無（Ain、0）；再一層稱為無限（Ain Soph、00）；最後一層是無限光（Ain Soph Aur、000）。对于卡巴拉学者，无限光象征着超越人对万物起源理解范畴的那一点；无限光被认为是一种超越存在的无限虚无（在卡巴拉哲学中被认为是一种能量），它的爆炸进而创造了宇宙万物。卡巴拉学者也不将时间与空间想象为先已存在的，而是将时间与空间置于生命之树的无限光下的三个阶段中。这三个阶段中的第一个是Kether（中文：王冠），这被认为是无限光收缩进入无限能量或无限光的奇点的产物。卡巴拉中，这是创造万物的本源能量。其后的阶段是Chokmah（中文：智慧），这个阶段中无限热能以及收缩了的奇点向外扩充至空间与时间。通常这被认为是一种无限强烈、永远向外推进、与光速同速度的纯动态能量。其后的阶段是Binah（中文：理解），这被认为是原始的阴性能量，宇宙神圣之母接受了源自Chokmah的能量，平息滋养这份能量，使之成为贯穿整个宇宙的诸多存在形式。
对于卡巴拉学者，数字是非常重要的，希伯来字母表中的每个字母也有对应的数值。在生命之树中，宇宙流溢每个阶段都被有意义地编号——从Ⅰ到Ⅹ，即从质点Kether到Malkuth。每个数字的本性也被认为表现了数字对应的质点的本性。
最初的三个质点称为神圣质点（神圣大三角），被认为是宇宙的原始能量。生命之树中接下来的演化阶段称为Abyss（深渊），它被认为是超越空间的存在，存在于最初三个神圣质点与其它七个质点之间，因为存在的等级彼此不同，所以它们存在于两个完全不同的现实中。神圣质点存在于神能层面。之所以Binah对应的另一个意思是苦难，也是因为神圣之母以能量创造的世界，本身就是将神圣联盟排除在外的。在Binah后，宇宙开始着手于物质创造，而物质需要满足自身的演化需要。从Binah之后一直到Malkuth阶段，通过创造新的复杂稠密的物质组合，使得最初纯粹的无限能量得以固化到物质世界中。由于能量是造物的基础，生命之树拥有用来表示生命的任何领域的潜在性，特别是人类世界的内部领域——从潜在意识到卡巴拉学者所谓的更高自我。
然而生命之树不仅仅论及了物质世界的起源，同时也谈到了宇宙中人类的地位。人类被赋予了思想，意识在卡巴拉中被认为是由物质世界产生，而原始的无限能量就能作为有限个体，通过意识来体验和表达自身。造物的能量就浓缩到物质中，而后这被认为是逆转了能量进程将生命之树倒退。除非能量再次与自身本性相结合，才能阻止逆转。因此卡巴拉学者力图知晓他们自身与作为神的彰显的宇宙，力图沿着图表绘制的质点，启程返回直至回到他们所寻求的现实中。

## 相似点
生命之树与基督教或诺斯替教的佩雷若玛（Pleroma）的概念有很多相似之处，流溢都是从不可言喻的、起源于自身的的神圣父母发出，而他们提供最好的描述神的方式。在佩雷若玛（Pleroma）中每个流溢都是从先于它的且更为复杂的流溢中诞生。这两则寓言间最熟知的是，生命之树的最后一个质点——Malkuth与佩雷若玛（Pleroma）中的最后一个流溢——Sophia，它们的下降导致了物质世界。
在印度教的经典薄伽梵歌中提及了一棵根植天堂的树——生命与存在之树。在薄伽梵歌中，此树树根在上，树枝在下。树根代表了无上的存在，或称第一因，理法；吠陀本集（Vedas）就是树叶。此树必须以利斧砍断，如此对于感官的系著才能切断，而达到无上的住所。由此则需超越树根，找寻一处归所皈依神，而决不返回，在梵天的时代也绝不会转世。

## 文化影响
- 动漫《新世纪福音战士》中，多次有生命樹的画面出现。
- 动漫《約會大作戰》中，是為精靈架構的基礎。
- 游戏《脑叶公司》和其续作废墟图书馆中也多次使用和提及生命树的设定。
- AcuticNotes的音乐专辑《Xephiratone》中也使用了生命之树的十个质点来命名十个纯音乐。
- 游戏《蔚蓝档案》中十字神名（Decagrammaton）中的预言者也由卡巴拉生命树的順序以及質點来命名。

## 外部連結
- 卡巴拉生命之樹 （页面存档备份，存于）
- 生命之树的海报 （页面存档备份，存于）